# Španělské euromince
Španělské euromince jsou v oběhu od 1. ledna 2002. Španělsko je členem Evropské unie od roku 1986 a také členem Evropské měnové unie.
Na všech mincích je také 12 hvězd symbolizujících Evropskou unii, rok vyražení a nápis „ESPAÑA“ (španělsky Španělsko). Mince mají společný design pro každou ze tří skupin mincí:
- Na mincích v hodnotě 1, 2 a 5 centů je zobrazena katedrála ve městě Santiago de Compostela, klenot španělské románské architektury – pozdější monumentální fasáda průčelí Obradoiro, jedinečný příklad španělského baroka. Toto průčelí začali roku 1667 stavět Jose del Toro a Domingo de Andrade. Dokončil jej v 18. století Fernando Casas y Novoa.
- Mince 10, 20 a 50 centů nesou podobiznu světoznámého španělského spisovatele, který je ve Španělsku stále velmi vážený – Miguela de Cervantes.
- Na mincích 1 a 2 eura je vyobrazen španělští králové Juan Carlos I. (mince ražené mezi roky 2002 a 2014) a Filip VI. (od roku 2015).

## Vzhled mincí

### První série
První španělské mince uvedené do oběhu mezi roky 2002 a 2010 nesly motivy výše popsané: katedrálu v Santiagu, Miguela de Cervantese a krále Juana Carlose I.

### Druhá série
Mezi roky 2010 a 2014 Španělsko razilo pozměněné mince. Vyobrazené motivy a osobnosti zůstaly vzhledem k první sérii stejné. Změnilo se umístění roku ražby, značky mincovny a další drobné grafické úpravy.

### Třetí série
V roce 2014 dosavadní král Juan Carlos I. abdikoval a na trůn nastoupil jeho syn Filip VI. Španělský. Euromince 1€ a 2 € ražené od roku 2015 nesou vyobrazení nového krále. Mince nižších nominálních hodnot zůstaly nezměněny. 

## Pamětní mince

### Dvoueurové oběžné mince
Následující tabulka zahrnuje 2€ pamětní mice vydané mezi roky 2004 a 2023.
1. 2005 – 400. výročí prvního vydání Dona Quijota od Miguela de Cervantese
2. 2007 – společná série mincí států eurozóny k výročí Římských smluv
3. 2009 – společná série mincí států eurozóny – 10 let od zavedení eura jako bezhotovostní měny
4. 2010 – Mezquita v Córdobě
5. 2011 – Alhambra v Granadě
6. 2012 – společná série mincí států eurozóny – 10 let od zavedení eura jako hotovostní měny
7. 2012 – katedrála v Burgosu
8. 2013 – El Escorial
9. 2014 – park Güell v Barceloně
10. 2014 – změna hlavy státu (portrét obou panovníků)
11. 2015 – jeskyně Altamira
12. 2015 – společná série mincí států eurozóny – 30 let vlajky Evropské unie
13. 2016 – akvadukt v Segovii
14. 2017 – kostely Asturského království
15. 2018 – 50. narozeniny krále Filipa VI.
16. 2018 – Santiago de Compostela
17. 2019 – Staré město v Ávile a kostely mimo hradby
18. 2020 – mudéjarská architektura v Aragonii
19. 2021 – Toledo
20. 2022 – společná série mincí států eurozóny – 35 let od zahájení programu Erasmus
21. 2022 – národní park Garajonay
22. 2022 – pětisté výročí první plavby kolem světa
23. 2023 – Cáceres
24. 2023 – španělské předsednictví Rady EU
25. 2024 – Sevilla
26. 2024 – 200 let od vytvoření národní policie jako bezpečnostního sboru státu